# Tour de la Communauté valencienne 2022
La 73e édition du Tour de la Communauté valencienne (nom officiel : Vuelta Ciclista a la Comunidad Valencia Gran Premio Banc Sabadell) a lieu du 2 au 6 février 2022, en Espagne, sur un parcours de 779 kilomètres. La course fait partie du calendrier UCI ProSeries en catégorie 2.Pro. Il a été remporté par le Russe Aleksandr Vlasov de l'équipe Bora-Hansgrohe.

## Équipes
Vingt-trois équipes participent à la course, quinze UCI WorldTeams et huit UCI ProTeams.
| WorldTeams (15)- Groupama-FDJ - Ineos Grenadiers - Trek-Segafredo - BikeExchange-Jayco - Intermarché-Wanty-Gobert Matériaux - Jumbo-Visma - Israel-Premier Tech - Astana Qazaqstan Team - Movistar Team - UAE Team Emirates - Quick-Step Alpha Vinyl - Bora-Hansgrohe - AG2R Citroën Team - Team DSM - Bahrain Victorious ProTeams (8)- Burgos-BH - Caja Rural-Seguros RGA - Human Powered Health - Euskaltel-Euskadi - B&B Hotels-KTM - Bingoal Pauwels Sauces WB - Equipo Kern Pharma - Gazprom-RusVelo |
| |

## Étapes
Parmi les cinq étapes, la troisième est l’étape reine avec une arrivée au sommet de l’Alto de las Antenas del Maigmo Tibi, une montée pentue et surtout non goudronnée dans sa partie finale. Sans négliger la première étape, une étape vallonnée avec quatre ascensions dont trois de deuxième catégorie et une de troisième catégorie. Les deuxième, quatrième et cinquième étapes, moins accidentées, devraient convenir aux sprinteurs.
| Étape     | Date   | Villes étapes                      | type              | Distance (km) | Dénivelé (m) | Vainqueur d'étape | Leader du classement général |
| --------- | ------ | ---------------------------------- | ----------------- | ------------- | ------------ | ----------------- | ---------------------------- |
| 1re étape | 2 fév. | Les Alqueries – Torralba del Pinar | étape de montagne | 166,7         | 3 141 m      | Remco Evenepoel   | Remco Evenepoel              |
| 2e étape  | 3 fév. | Bétera – Torrent                   | étape vallonnée   | 172,1         | 2 408 m      | Fabio Jakobsen    | Remco Evenepoel              |
| 3e étape  | 4 fév. | Alicante – Maigmó                  | étape de montagne | 155,1         | 3 616 m      | Aleksandr Vlasov  | Aleksandr Vlasov             |
| 4e étape  | 5 fév. | Orihuela – Torrevieja              | étape de plaine   | 193,1         | 1 236 m      | Matteo Moschetti  | Aleksandr Vlasov             |
| 5e étape  | 6 fév. | Paterna – Valence                  | étape de plaine   | 92            | 706 m        | Fabio Jakobsen    | Aleksandr Vlasov             |

## Déroulement de la course

### 1reétape
| \| Classement de l'étape \| Classement de l'étape \| Classement de l'étape \| Classement de l'étape \| Classement de l'étape \| \| Coureur \| Coureur \| Pays \| Équipe \| Temps \| \| --------------------- \| --------------------- \| --------------------- \| ---------------------- \| --------------------- \| \| 1er \| Remco Evenepoel \| Belgique \| Quick-Step Alpha Vinyl \| 4 h 16 min 32 s \| \| 2e \| Aleksandr Vlasov \| Russie \| Bora-Hansgrohe \| + 16 s \| \| 3e \| Carlos Rodríguez \| Espagne \| Ineos Grenadiers \| + 31 s \| \| 4e \| Enric Mas \| Espagne \| Movistar Team \| + 32 s \| \| 5e \| Luis León Sánchez \| Espagne \| Bahrain Victorious \| + 32 s \| \| 6e \| Antwan Tolhoek \| Pays-Bas \| Trek-Segafredo \| + 32 s \| \| 7e \| Alejandro Valverde \| Espagne \| Movistar Team \| + 32 s \| \| 8e \| Jakob Fuglsang \| Danemark \| Israel-Premier Tech \| + 32 s \| \| 9e \| Matej Mohorič \| Slovénie \| Bahrain Victorious \| + 42 s \| \| 10e \| David de la Cruz \| Espagne \| Astana Qazaqstan Team \| + 53 s \| |                    |          |                        |                 |
| |                    |          |                        |                 |
| Source : ProCyclingStats |                    |          |                        |                 |
| Classement de l'étape |                    |          |                        |                 |
| Coureur | Coureur            | Pays     | Équipe                 | Temps           |
| 1er | Remco Evenepoel    | Belgique | Quick-Step Alpha Vinyl | 4 h 16 min 32 s |
| 2e | Aleksandr Vlasov   | Russie   | Bora-Hansgrohe         | + 16 s          |
| 3e | Carlos Rodríguez   | Espagne  | Ineos Grenadiers       | + 31 s          |
| 4e | Enric Mas          | Espagne  | Movistar Team          | + 32 s          |
| 5e | Luis León Sánchez  | Espagne  | Bahrain Victorious     | + 32 s          |
| 6e | Antwan Tolhoek     | Pays-Bas | Trek-Segafredo         | + 32 s          |
| 7e | Alejandro Valverde | Espagne  | Movistar Team          | + 32 s          |
| 8e | Jakob Fuglsang     | Danemark | Israel-Premier Tech    | + 32 s          |
| 9e | Matej Mohorič      | Slovénie | Bahrain Victorious     | + 42 s          |
| 10e | David de la Cruz   | Espagne  | Astana Qazaqstan Team  | + 53 s          |

| \| Classement général \| Classement général \| Classement général \| Classement général \| Classement général \| \| Coureur \| Coureur \| Pays \| Équipe \| Temps \| \| ------------------ \| ------------------ \| ------------------ \| ---------------------- \| ------------------ \| \| 1er \| Remco Evenepoel \| Belgique \| Quick-Step Alpha Vinyl \| 4 h 16 min 22 s \| \| 2e \| Aleksandr Vlasov \| Russie \| Bora-Hansgrohe \| + 19 s \| \| 3e \| Carlos Rodríguez \| Espagne \| Ineos Grenadiers \| + 37 s \| \| 4e \| Enric Mas \| Espagne \| Movistar Team \| + 42 s \| \| 5e \| Luis León Sánchez \| Espagne \| Bahrain Victorious \| + 42 s \| \| 6e \| Antwan Tolhoek \| Pays-Bas \| Trek-Segafredo \| + 42 s \| \| 7e \| Alejandro Valverde \| Espagne \| Movistar Team \| + 42 s \| \| 8e \| Jakob Fuglsang \| Danemark \| Israel-Premier Tech \| + 42 s \| \| 9e \| Matej Mohorič \| Slovénie \| Bahrain Victorious \| + 48 s \| \| 10e \| David de la Cruz \| Espagne \| Astana Qazaqstan Team \| + 1 min 03 s \| |                    |          |                        |                 |
| |                    |          |                        |                 |
| Source : ProCyclingStats |                    |          |                        |                 |
| Classement général |                    |          |                        |                 |
| Coureur | Coureur            | Pays     | Équipe                 | Temps           |
| 1er | Remco Evenepoel    | Belgique | Quick-Step Alpha Vinyl | 4 h 16 min 22 s |
| 2e | Aleksandr Vlasov   | Russie   | Bora-Hansgrohe         | + 19 s          |
| 3e | Carlos Rodríguez   | Espagne  | Ineos Grenadiers       | + 37 s          |
| 4e | Enric Mas          | Espagne  | Movistar Team          | + 42 s          |
| 5e | Luis León Sánchez  | Espagne  | Bahrain Victorious     | + 42 s          |
| 6e | Antwan Tolhoek     | Pays-Bas | Trek-Segafredo         | + 42 s          |
| 7e | Alejandro Valverde | Espagne  | Movistar Team          | + 42 s          |
| 8e | Jakob Fuglsang     | Danemark | Israel-Premier Tech    | + 42 s          |
| 9e | Matej Mohorič      | Slovénie | Bahrain Victorious     | + 48 s          |
| 10e | David de la Cruz   | Espagne  | Astana Qazaqstan Team  | + 1 min 03 s    |

### 2eétape
| \| Classement de l'étape \| Classement de l'étape \| Classement de l'étape \| Classement de l'étape \| Classement de l'étape \| \| Coureur \| Coureur \| Pays \| Équipe \| Temps \| \| --------------------- \| --------------------- \| --------------------- \| ---------------------------------- \| --------------------- \| \| 1er \| Fabio Jakobsen \| Pays-Bas \| Quick-Step Alpha Vinyl \| 4 h 09 min 51 s \| \| 2e \| Sebastián Molano \| Colombie \| UAE Team Emirates \| + 0 s \| \| 3e \| Elia Viviani \| Italie \| Ineos Grenadiers \| + 0 s \| \| 4e \| Matej Mohorič \| Slovénie \| Bahrain Victorious \| + 0 s \| \| 5e \| Alexander Kristoff \| Norvège \| Intermarché-Wanty-Gobert Matériaux \| + 0 s \| \| 6e \| Luca Mozzato \| Italie \| B&B Hotels-KTM \| + 0 s \| \| 7e \| Remco Evenepoel \| Belgique \| Quick-Step Alpha Vinyl \| + 0 s \| \| 8e \| Andrea Pasqualon \| Italie \| Intermarché-Wanty-Gobert Matériaux \| + 0 s \| \| 9e \| Laurenz Rex \| Belgique \| Bingoal Pauwels Sauces WB \| + 0 s \| \| 10e \| Jesús Ezquerra \| Espagne \| Burgos-BH \| + 0 s \| |                    |          |                                    |                 |
| |                    |          |                                    |                 |
| Source : ProCyclingStats |                    |          |                                    |                 |
| Classement de l'étape |                    |          |                                    |                 |
| Coureur | Coureur            | Pays     | Équipe                             | Temps           |
| 1er | Fabio Jakobsen     | Pays-Bas | Quick-Step Alpha Vinyl             | 4 h 09 min 51 s |
| 2e | Sebastián Molano   | Colombie | UAE Team Emirates                  | + 0 s           |
| 3e | Elia Viviani       | Italie   | Ineos Grenadiers                   | + 0 s           |
| 4e | Matej Mohorič      | Slovénie | Bahrain Victorious                 | + 0 s           |
| 5e | Alexander Kristoff | Norvège  | Intermarché-Wanty-Gobert Matériaux | + 0 s           |
| 6e | Luca Mozzato       | Italie   | B&B Hotels-KTM                     | + 0 s           |
| 7e | Remco Evenepoel    | Belgique | Quick-Step Alpha Vinyl             | + 0 s           |
| 8e | Andrea Pasqualon   | Italie   | Intermarché-Wanty-Gobert Matériaux | + 0 s           |
| 9e | Laurenz Rex        | Belgique | Bingoal Pauwels Sauces WB          | + 0 s           |
| 10e | Jesús Ezquerra     | Espagne  | Burgos-BH                          | + 0 s           |

| \| Classement général \| Classement général \| Classement général \| Classement général \| Classement général \| \| Coureur \| Coureur \| Pays \| Équipe \| Temps \| \| ------------------ \| ------------------ \| ------------------ \| ---------------------- \| ------------------ \| \| 1er \| Remco Evenepoel \| Belgique \| Quick-Step Alpha Vinyl \| 8 h 26 min 13 s \| \| 2e \| Aleksandr Vlasov \| Russie \| Bora-Hansgrohe \| + 19 s \| \| 3e \| Carlos Rodríguez \| Espagne \| Ineos Grenadiers \| + 37 s \| \| 4e \| Luis León Sánchez \| Espagne \| Bahrain Victorious \| + 42 s \| \| 5e \| Enric Mas \| Espagne \| Movistar Team \| + 42 s \| \| 6e \| Alejandro Valverde \| Espagne \| Movistar Team \| + 42 s \| \| 7e \| Jakob Fuglsang \| Danemark \| Israel-Premier Tech \| + 42 s \| \| 8e \| Antwan Tolhoek \| Pays-Bas \| Trek-Segafredo \| + 42 s \| \| 9e \| Matej Mohorič \| Slovénie \| Bahrain Victorious \| + 48 s \| \| 10e \| Juan Ayuso \| Espagne \| UAE Team Emirates \| + 1 min 14 s \| |                    |          |                        |                 |
| |                    |          |                        |                 |
| Source : ProCyclingStats |                    |          |                        |                 |
| Classement général |                    |          |                        |                 |
| Coureur | Coureur            | Pays     | Équipe                 | Temps           |
| 1er | Remco Evenepoel    | Belgique | Quick-Step Alpha Vinyl | 8 h 26 min 13 s |
| 2e | Aleksandr Vlasov   | Russie   | Bora-Hansgrohe         | + 19 s          |
| 3e | Carlos Rodríguez   | Espagne  | Ineos Grenadiers       | + 37 s          |
| 4e | Luis León Sánchez  | Espagne  | Bahrain Victorious     | + 42 s          |
| 5e | Enric Mas          | Espagne  | Movistar Team          | + 42 s          |
| 6e | Alejandro Valverde | Espagne  | Movistar Team          | + 42 s          |
| 7e | Jakob Fuglsang     | Danemark | Israel-Premier Tech    | + 42 s          |
| 8e | Antwan Tolhoek     | Pays-Bas | Trek-Segafredo         | + 42 s          |
| 9e | Matej Mohorič      | Slovénie | Bahrain Victorious     | + 48 s          |
| 10e | Juan Ayuso         | Espagne  | UAE Team Emirates      | + 1 min 14 s    |

### 3eétape
| \| Classement de l'étape \| Classement de l'étape \| Classement de l'étape \| Classement de l'étape \| Classement de l'étape \| \| Coureur \| Coureur \| Pays \| Équipe \| Temps \| \| --------------------- \| --------------------- \| --------------------- \| ---------------------- \| --------------------- \| \| 1er \| Aleksandr Vlasov \| Russie \| Bora-Hansgrohe \| 4 h 02 min 17 s \| \| 2e \| Carlos Rodríguez \| Espagne \| Ineos Grenadiers \| + 14 s \| \| 3e \| Enric Mas \| Espagne \| Movistar Team \| + 21 s \| \| 4e \| Pello Bilbao \| Espagne \| Bahrain Victorious \| + 29 s \| \| 5e \| Alejandro Valverde \| Espagne \| Movistar Team \| + 29 s \| \| 6e \| Jakob Fuglsang \| Danemark \| Israel-Premier Tech \| + 32 s \| \| 7e \| Giulio Ciccone \| Italie \| Trek-Segafredo \| + 35 s \| \| 8e \| Remco Evenepoel \| Belgique \| Quick-Step Alpha Vinyl \| + 41 s \| \| 9e \| Luis León Sánchez \| Espagne \| Bahrain Victorious \| + 41 s \| \| 10e \| David de la Cruz \| Espagne \| Astana Qazaqstan Team \| + 50 s \| |                    |          |                        |                 |
| |                    |          |                        |                 |
| Source : ProCyclingStats |                    |          |                        |                 |
| Classement de l'étape |                    |          |                        |                 |
| Coureur | Coureur            | Pays     | Équipe                 | Temps           |
| 1er | Aleksandr Vlasov   | Russie   | Bora-Hansgrohe         | 4 h 02 min 17 s |
| 2e | Carlos Rodríguez   | Espagne  | Ineos Grenadiers       | + 14 s          |
| 3e | Enric Mas          | Espagne  | Movistar Team          | + 21 s          |
| 4e | Pello Bilbao       | Espagne  | Bahrain Victorious     | + 29 s          |
| 5e | Alejandro Valverde | Espagne  | Movistar Team          | + 29 s          |
| 6e | Jakob Fuglsang     | Danemark | Israel-Premier Tech    | + 32 s          |
| 7e | Giulio Ciccone     | Italie   | Trek-Segafredo         | + 35 s          |
| 8e | Remco Evenepoel    | Belgique | Quick-Step Alpha Vinyl | + 41 s          |
| 9e | Luis León Sánchez  | Espagne  | Bahrain Victorious     | + 41 s          |
| 10e | David de la Cruz   | Espagne  | Astana Qazaqstan Team  | + 50 s          |

| \| Classement général \| Classement général \| Classement général \| Classement général \| Classement général \| \| Coureur \| Coureur \| Pays \| Équipe \| Temps \| \| ------------------ \| ------------------ \| ------------------ \| ---------------------- \| ------------------ \| \| 1er \| Aleksandr Vlasov \| Russie \| Bora-Hansgrohe \| 12 h 28 min 39 s \| \| 2e \| Remco Evenepoel \| Belgique \| Quick-Step Alpha Vinyl \| + 32 s \| \| 3e \| Carlos Rodríguez \| Espagne \| Ineos Grenadiers \| + 36 s \| \| 4e \| Enric Mas \| Espagne \| Movistar Team \| + 50 s \| \| 5e \| Alejandro Valverde \| Espagne \| Movistar Team \| + 1 min 02 s \| \| 6e \| Jakob Fuglsang \| Danemark \| Israel-Premier Tech \| + 1 min 05 s \| \| 7e \| Luis León Sánchez \| Espagne \| Bahrain Victorious \| + 1 min 14 s \| \| 8e \| Giulio Ciccone \| Italie \| Trek-Segafredo \| + 2 min 00 s \| \| 9e \| Pavel Sivakov \| Russie \| Ineos Grenadiers \| + 2 min 05 s \| \| 10e \| David de la Cruz \| Espagne \| Astana Qazaqstan Team \| + 2 min 28 s \| |                    |          |                        |                  |
| |                    |          |                        |                  |
| Source : ProCyclingStats |                    |          |                        |                  |
| Classement général |                    |          |                        |                  |
| Coureur | Coureur            | Pays     | Équipe                 | Temps            |
| 1er | Aleksandr Vlasov   | Russie   | Bora-Hansgrohe         | 12 h 28 min 39 s |
| 2e | Remco Evenepoel    | Belgique | Quick-Step Alpha Vinyl | + 32 s           |
| 3e | Carlos Rodríguez   | Espagne  | Ineos Grenadiers       | + 36 s           |
| 4e | Enric Mas          | Espagne  | Movistar Team          | + 50 s           |
| 5e | Alejandro Valverde | Espagne  | Movistar Team          | + 1 min 02 s     |
| 6e | Jakob Fuglsang     | Danemark | Israel-Premier Tech    | + 1 min 05 s     |
| 7e | Luis León Sánchez  | Espagne  | Bahrain Victorious     | + 1 min 14 s     |
| 8e | Giulio Ciccone     | Italie   | Trek-Segafredo         | + 2 min 00 s     |
| 9e | Pavel Sivakov      | Russie   | Ineos Grenadiers       | + 2 min 05 s     |
| 10e | David de la Cruz   | Espagne  | Astana Qazaqstan Team  | + 2 min 28 s     |

### 4eétape
| \| Classement de l'étape \| Classement de l'étape \| Classement de l'étape \| Classement de l'étape \| Classement de l'étape \| \| Coureur \| Coureur \| Pays \| Équipe \| Temps \| \| --------------------- \| --------------------- \| --------------------- \| ---------------------------------- \| --------------------- \| \| 1er \| Matteo Moschetti \| Italie \| Trek-Segafredo \| 4 h 32 min 17 s \| \| 2e \| Manuel Peñalver \| Espagne \| Burgos-BH \| + 0 s \| \| 3e \| Alexander Kristoff \| Norvège \| Intermarché-Wanty-Gobert Matériaux \| + 0 s \| \| 4e \| Elia Viviani \| Italie \| Ineos Grenadiers \| + 0 s \| \| 5e \| Fabio Jakobsen \| Pays-Bas \| Quick-Step Alpha Vinyl \| + 0 s \| \| 6e \| Stanisław Aniołkowski \| Pologne \| Bingoal Pauwels Sauces WB \| + 0 s \| \| 7e \| Sebastián Molano \| Colombie \| UAE Team Emirates \| + 0 s \| \| 8e \| Timothy Dupont \| Belgique \| Bingoal Pauwels Sauces WB \| + 0 s \| \| 9e \| Matej Mohorič \| Slovénie \| Bahrain Victorious \| + 0 s \| \| 10e \| Luca Mozzato \| Italie \| B&B Hotels-KTM \| + 0 s \| |                       |          |                                    |                 |
| |                       |          |                                    |                 |
| Source : ProCyclingStats |                       |          |                                    |                 |
| Classement de l'étape |                       |          |                                    |                 |
| Coureur | Coureur               | Pays     | Équipe                             | Temps           |
| 1er | Matteo Moschetti      | Italie   | Trek-Segafredo                     | 4 h 32 min 17 s |
| 2e | Manuel Peñalver       | Espagne  | Burgos-BH                          | + 0 s           |
| 3e | Alexander Kristoff    | Norvège  | Intermarché-Wanty-Gobert Matériaux | + 0 s           |
| 4e | Elia Viviani          | Italie   | Ineos Grenadiers                   | + 0 s           |
| 5e | Fabio Jakobsen        | Pays-Bas | Quick-Step Alpha Vinyl             | + 0 s           |
| 6e | Stanisław Aniołkowski | Pologne  | Bingoal Pauwels Sauces WB          | + 0 s           |
| 7e | Sebastián Molano      | Colombie | UAE Team Emirates                  | + 0 s           |
| 8e | Timothy Dupont        | Belgique | Bingoal Pauwels Sauces WB          | + 0 s           |
| 9e | Matej Mohorič         | Slovénie | Bahrain Victorious                 | + 0 s           |
| 10e | Luca Mozzato          | Italie   | B&B Hotels-KTM                     | + 0 s           |

| \| Classement général \| Classement général \| Classement général \| Classement général \| Classement général \| \| Coureur \| Coureur \| Pays \| Équipe \| Temps \| \| ------------------ \| ------------------ \| ------------------ \| ---------------------- \| ------------------ \| \| 1er \| Aleksandr Vlasov \| Russie \| Bora-Hansgrohe \| 17 h 00 min 56 s \| \| 2e \| Remco Evenepoel \| Belgique \| Quick-Step Alpha Vinyl \| + 32 s \| \| 3e \| Carlos Rodríguez \| Espagne \| Ineos Grenadiers \| + 36 s \| \| 4e \| Enric Mas \| Espagne \| Movistar Team \| + 50 s \| \| 5e \| Alejandro Valverde \| Espagne \| Movistar Team \| + 1 min 02 s \| \| 6e \| Jakob Fuglsang \| Danemark \| Israel-Premier Tech \| + 1 min 05 s \| \| 7e \| Luis León Sánchez \| Espagne \| Bahrain Victorious \| + 1 min 14 s \| \| 8e \| Giulio Ciccone \| Italie \| Trek-Segafredo \| + 2 min 00 s \| \| 9e \| Pavel Sivakov \| Russie \| Ineos Grenadiers \| + 2 min 05 s \| \| 10e \| David de la Cruz \| Espagne \| Astana Qazaqstan Team \| + 2 min 28 s \| |                    |          |                        |                  |
| |                    |          |                        |                  |
| Source : ProCyclingStats |                    |          |                        |                  |
| Classement général |                    |          |                        |                  |
| Coureur | Coureur            | Pays     | Équipe                 | Temps            |
| 1er | Aleksandr Vlasov   | Russie   | Bora-Hansgrohe         | 17 h 00 min 56 s |
| 2e | Remco Evenepoel    | Belgique | Quick-Step Alpha Vinyl | + 32 s           |
| 3e | Carlos Rodríguez   | Espagne  | Ineos Grenadiers       | + 36 s           |
| 4e | Enric Mas          | Espagne  | Movistar Team          | + 50 s           |
| 5e | Alejandro Valverde | Espagne  | Movistar Team          | + 1 min 02 s     |
| 6e | Jakob Fuglsang     | Danemark | Israel-Premier Tech    | + 1 min 05 s     |
| 7e | Luis León Sánchez  | Espagne  | Bahrain Victorious     | + 1 min 14 s     |
| 8e | Giulio Ciccone     | Italie   | Trek-Segafredo         | + 2 min 00 s     |
| 9e | Pavel Sivakov      | Russie   | Ineos Grenadiers       | + 2 min 05 s     |
| 10e | David de la Cruz   | Espagne  | Astana Qazaqstan Team  | + 2 min 28 s     |

### 5eétape
| \| Classement de l'étape \| Classement de l'étape \| Classement de l'étape \| Classement de l'étape \| Classement de l'étape \| \| Coureur \| Coureur \| Pays \| Équipe \| Temps \| \| --------------------- \| --------------------- \| --------------------- \| ---------------------------------- \| --------------------- \| \| 1er \| Fabio Jakobsen \| Pays-Bas \| Quick-Step Alpha Vinyl \| 1 h 55 min 49 s \| \| 2e \| Elia Viviani \| Italie \| Ineos Grenadiers \| + 0 s \| \| 3e \| Alexander Kristoff \| Norvège \| Intermarché-Wanty-Gobert Matériaux \| + 0 s \| \| 4e \| Timothy Dupont \| Belgique \| Bingoal Pauwels Sauces WB \| + 0 s \| \| 5e \| Stanisław Aniołkowski \| Pologne \| Bingoal Pauwels Sauces WB \| + 0 s \| \| 6e \| Matteo Trentin \| Italie \| UAE Team Emirates \| + 0 s \| \| 7e \| Manuel Peñalver \| Espagne \| Burgos-BH \| + 0 s \| \| 8e \| Sebastián Molano \| Colombie \| UAE Team Emirates \| + 0 s \| \| 9e \| Fernando Barceló \| Espagne \| Caja Rural-Seguros RGA \| + 0 s \| \| 10e \| Michael Mørkøv \| Danemark \| Quick-Step Alpha Vinyl \| + 0 s \| |                       |          |                                    |                 |
| |                       |          |                                    |                 |
| Source : ProCyclingStats |                       |          |                                    |                 |
| Classement de l'étape |                       |          |                                    |                 |
| Coureur | Coureur               | Pays     | Équipe                             | Temps           |
| 1er | Fabio Jakobsen        | Pays-Bas | Quick-Step Alpha Vinyl             | 1 h 55 min 49 s |
| 2e | Elia Viviani          | Italie   | Ineos Grenadiers                   | + 0 s           |
| 3e | Alexander Kristoff    | Norvège  | Intermarché-Wanty-Gobert Matériaux | + 0 s           |
| 4e | Timothy Dupont        | Belgique | Bingoal Pauwels Sauces WB          | + 0 s           |
| 5e | Stanisław Aniołkowski | Pologne  | Bingoal Pauwels Sauces WB          | + 0 s           |
| 6e | Matteo Trentin        | Italie   | UAE Team Emirates                  | + 0 s           |
| 7e | Manuel Peñalver       | Espagne  | Burgos-BH                          | + 0 s           |
| 8e | Sebastián Molano      | Colombie | UAE Team Emirates                  | + 0 s           |
| 9e | Fernando Barceló      | Espagne  | Caja Rural-Seguros RGA             | + 0 s           |
| 10e | Michael Mørkøv        | Danemark | Quick-Step Alpha Vinyl             | + 0 s           |

## Classements finals

### Classement général final
| \| Classement général \| Classement général \| Classement général \| Classement général \| Classement général \| \| Coureur \| Coureur \| Pays \| Équipe \| Temps \| \| ------------------ \| ------------------ \| ------------------ \| ---------------------- \| ------------------ \| \| 1er \| Aleksandr Vlasov \| Russie \| Bora-Hansgrohe \| 18 h 56 min 45 s \| \| 2e \| Remco Evenepoel \| Belgique \| Quick-Step Alpha Vinyl \| + 32 s \| \| 3e \| Carlos Rodríguez \| Espagne \| Ineos Grenadiers \| + 36 s \| \| 4e \| Enric Mas \| Espagne \| Movistar Team \| + 50 s \| \| 5e \| Alejandro Valverde \| Espagne \| Movistar Team \| + 1 min 02 s \| \| 6e \| Jakob Fuglsang \| Danemark \| Israel-Premier Tech \| + 1 min 05 s \| \| 7e \| Luis León Sánchez \| Espagne \| Bahrain Victorious \| + 1 min 14 s \| \| 8e \| Giulio Ciccone \| Italie \| Trek-Segafredo \| + 2 min 00 s \| \| 9e \| Pavel Sivakov \| Russie \| Ineos Grenadiers \| + 2 min 05 s \| \| 10e \| David de la Cruz \| Espagne \| Astana Qazaqstan Team \| + 2 min 28 s \| |                    |          |                        |                  |
| |                    |          |                        |                  |
| Source : ProCyclingStats |                    |          |                        |                  |
| Classement général |                    |          |                        |                  |
| Coureur | Coureur            | Pays     | Équipe                 | Temps            |
| 1er | Aleksandr Vlasov   | Russie   | Bora-Hansgrohe         | 18 h 56 min 45 s |
| 2e | Remco Evenepoel    | Belgique | Quick-Step Alpha Vinyl | + 32 s           |
| 3e | Carlos Rodríguez   | Espagne  | Ineos Grenadiers       | + 36 s           |
| 4e | Enric Mas          | Espagne  | Movistar Team          | + 50 s           |
| 5e | Alejandro Valverde | Espagne  | Movistar Team          | + 1 min 02 s     |
| 6e | Jakob Fuglsang     | Danemark | Israel-Premier Tech    | + 1 min 05 s     |
| 7e | Luis León Sánchez  | Espagne  | Bahrain Victorious     | + 1 min 14 s     |
| 8e | Giulio Ciccone     | Italie   | Trek-Segafredo         | + 2 min 00 s     |
| 9e | Pavel Sivakov      | Russie   | Ineos Grenadiers       | + 2 min 05 s     |
| 10e | David de la Cruz   | Espagne  | Astana Qazaqstan Team  | + 2 min 28 s     |

### Classements annexes finals
| Classement par points | Classement par points | Classement par points | Classement par points              | Classement par points |
| Coureur               | Coureur               | Pays                  | Équipe                             | Points                |
| --------------------- | --------------------- | --------------------- | ---------------------------------- | --------------------- |
| 1er                   | Fabio Jakobsen        | Pays-Bas              | Quick-Step Alpha Vinyl             | 62 pts                |
| 2e                    | Aleksandr Vlasov      | Russie                | Bora-Hansgrohe                     | 50 pts                |
| 3e                    | Elia Viviani          | Italie                | Ineos Grenadiers                   | 50 pts                |
| 4e                    | Alexander Kristoff    | Norvège               | Intermarché-Wanty-Gobert Matériaux | 44 pts                |
| 5e                    | Remco Evenepoel       | Belgique              | Quick-Step Alpha Vinyl             | 42 pts                |
| 6e                    | Sebastián Molano      | Colombie              | UAE Team Emirates                  | 37 pts                |
| 7e                    | Carlos Rodríguez      | Espagne               | Ineos Grenadiers                   | 36 pts                |
| 8e                    | Matej Mohorič         | Slovénie              | Bahrain Victorious                 | 32 pts                |
| 9e                    | Manuel Peñalver       | Espagne               | Burgos-BH                          | 31 pts                |
| 10e                   | Enric Mas             | Espagne               | Movistar Team                      | 30 pts                |

| Classement par points | Classement par points | Classement par points | Classement par points              | Classement par points |
| Coureur               | Coureur               | Pays                  | Équipe                             | Points                |
| --------------------- | --------------------- | --------------------- | ---------------------------------- | --------------------- |
| 1er                   | Fabio Jakobsen        | Pays-Bas              | Quick-Step Alpha Vinyl             | 62 pts                |
| 2e                    | Aleksandr Vlasov      | Russie                | Bora-Hansgrohe                     | 50 pts                |
| 3e                    | Elia Viviani          | Italie                | Ineos Grenadiers                   | 50 pts                |
| 4e                    | Alexander Kristoff    | Norvège               | Intermarché-Wanty-Gobert Matériaux | 44 pts                |
| 5e                    | Remco Evenepoel       | Belgique              | Quick-Step Alpha Vinyl             | 42 pts                |
| 6e                    | Sebastián Molano      | Colombie              | UAE Team Emirates                  | 37 pts                |
| 7e                    | Carlos Rodríguez      | Espagne               | Ineos Grenadiers                   | 36 pts                |
| 8e                    | Matej Mohorič         | Slovénie              | Bahrain Victorious                 | 32 pts                |
| 9e                    | Manuel Peñalver       | Espagne               | Burgos-BH                          | 31 pts                |
| 10e                   | Enric Mas             | Espagne               | Movistar Team                      | 30 pts                |

| Classement de la montagne | Classement de la montagne | Classement de la montagne | Classement de la montagne          | Classement de la montagne |
| Coureur                   | Coureur                   | Pays                      | Équipe                             | Points                    |
| ------------------------- | ------------------------- | ------------------------- | ---------------------------------- | ------------------------- |
| 1er                       | Benjamin King             | États-Unis                | Human Powered Health               | 30 pts                    |
| 2e                        | Aleksandr Vlasov          | Russie                    | Bora-Hansgrohe                     | 14 pts                    |
| 3e                        | Jan Tratnik               | Slovénie                  | Bahrain Victorious                 | 10 pts                    |
| 4e                        | Remco Evenepoel           | Belgique                  | Quick-Step Alpha Vinyl             | 8 pts                     |
| 5e                        | Carlos Rodríguez          | Espagne                   | Ineos Grenadiers                   | 8 pts                     |
| 6e                        | Enric Mas                 | Espagne                   | Movistar Team                      | 8 pts                     |
| 7e                        | Sven Erik Bystrøm         | Norvège                   | Intermarché-Wanty-Gobert Matériaux | 6 pts                     |
| 8e                        | Attila Valter             | Hongrie                   | Groupama-FDJ                       | 6 pts                     |
| 9e                        | Joan Bou                  | Espagne                   | Euskaltel-Euskadi                  | 6 pts                     |
| 10e                       | Jesús Ezquerra            | Espagne                   | Burgos-BH                          | 6 pts                     |

| Classement de la montagne | Classement de la montagne | Classement de la montagne | Classement de la montagne          | Classement de la montagne |
| Coureur                   | Coureur                   | Pays                      | Équipe                             | Points                    |
| ------------------------- | ------------------------- | ------------------------- | ---------------------------------- | ------------------------- |
| 1er                       | Benjamin King             | États-Unis                | Human Powered Health               | 30 pts                    |
| 2e                        | Aleksandr Vlasov          | Russie                    | Bora-Hansgrohe                     | 14 pts                    |
| 3e                        | Jan Tratnik               | Slovénie                  | Bahrain Victorious                 | 10 pts                    |
| 4e                        | Remco Evenepoel           | Belgique                  | Quick-Step Alpha Vinyl             | 8 pts                     |
| 5e                        | Carlos Rodríguez          | Espagne                   | Ineos Grenadiers                   | 8 pts                     |
| 6e                        | Enric Mas                 | Espagne                   | Movistar Team                      | 8 pts                     |
| 7e                        | Sven Erik Bystrøm         | Norvège                   | Intermarché-Wanty-Gobert Matériaux | 6 pts                     |
| 8e                        | Attila Valter             | Hongrie                   | Groupama-FDJ                       | 6 pts                     |
| 9e                        | Joan Bou                  | Espagne                   | Euskaltel-Euskadi                  | 6 pts                     |
| 10e                       | Jesús Ezquerra            | Espagne                   | Burgos-BH                          | 6 pts                     |

| Classement du meilleur jeune | Classement du meilleur jeune | Classement du meilleur jeune | Classement du meilleur jeune | Classement du meilleur jeune |
| Coureur                      | Coureur                      | Pays                         | Équipe                       | Temps                        |
| ---------------------------- | ---------------------------- | ---------------------------- | ---------------------------- | ---------------------------- |
| 1er                          | Remco Evenepoel              | Belgique                     | Quick-Step Alpha Vinyl       | 18 h 57 min 17 s             |
| 2e                           | Carlos Rodríguez             | Espagne                      | Ineos Grenadiers             | + 4 s                        |
| 3e                           | Pavel Sivakov                | Russie                       | Ineos Grenadiers             | + 1 min 33 s                 |
| 4e                           | Juan Ayuso                   | Espagne                      | UAE Team Emirates            | + 3 min 56 s                 |
| 5e                           | Maxime Chevalier             | France                       | B&B Hotels-KTM               | + 4 min 35 s                 |
| 6e                           | Attila Valter                | Hongrie                      | Groupama-FDJ                 | + 4 min 54 s                 |
| 7e                           | José Félix Parra             | Espagne                      | Equipo Kern Pharma           | + 6 min 19 s                 |
| 8e                           | Pelayo Sánchez               | Espagne                      | Burgos-BH                    | + 6 min 49 s                 |
| 9e                           | Axel Laurance                | France                       | B&B Hotels-KTM               | + 8 min 17 s                 |
| 10e                          | Asbjørn Hellemose            | Danemark                     | Trek-Segafredo               | + 10 min 28 s                |

| Classement du meilleur jeune | Classement du meilleur jeune | Classement du meilleur jeune | Classement du meilleur jeune | Classement du meilleur jeune |
| Coureur                      | Coureur                      | Pays                         | Équipe                       | Temps                        |
| ---------------------------- | ---------------------------- | ---------------------------- | ---------------------------- | ---------------------------- |
| 1er                          | Remco Evenepoel              | Belgique                     | Quick-Step Alpha Vinyl       | 18 h 57 min 17 s             |
| 2e                           | Carlos Rodríguez             | Espagne                      | Ineos Grenadiers             | + 4 s                        |
| 3e                           | Pavel Sivakov                | Russie                       | Ineos Grenadiers             | + 1 min 33 s                 |
| 4e                           | Juan Ayuso                   | Espagne                      | UAE Team Emirates            | + 3 min 56 s                 |
| 5e                           | Maxime Chevalier             | France                       | B&B Hotels-KTM               | + 4 min 35 s                 |
| 6e                           | Attila Valter                | Hongrie                      | Groupama-FDJ                 | + 4 min 54 s                 |
| 7e                           | José Félix Parra             | Espagne                      | Equipo Kern Pharma           | + 6 min 19 s                 |
| 8e                           | Pelayo Sánchez               | Espagne                      | Burgos-BH                    | + 6 min 49 s                 |
| 9e                           | Axel Laurance                | France                       | B&B Hotels-KTM               | + 8 min 17 s                 |
| 10e                          | Asbjørn Hellemose            | Danemark                     | Trek-Segafredo               | + 10 min 28 s                |

| Classement par équipes | Classement par équipes | Classement par équipes | Classement par équipes |
| Équipe                 | Équipe                 | Pays                   | Temps                  |
| ---------------------- | ---------------------- | ---------------------- | ---------------------- |
| 1re                    | Ineos Grenadiers       | Royaume-Uni            | 56 h 56 min 00 s       |
| 2e                     | Bahrain Victorious     | Bahreïn                | + 31 s                 |
| 3e                     | Trek-Segafredo         | États-Unis             | + 6 min 51 s           |
| 4e                     | Astana Qazaqstan Team  | Kazakhstan             | + 6 min 51 s           |
| 5e                     | Movistar Team          | Espagne                | + 7 min 02 s           |
| 6e                     | Euskaltel-Euskadi      | Espagne                | + 8 min 18 s           |
| 7e                     | Israel-Premier Tech    | Israël                 | + 10 min 09 s          |
| 8e                     | Gazprom-RusVelo        | Russie                 | + 14 min 41 s          |
| 9e                     | Bora-Hansgrohe         | Allemagne              | + 19 min 39 s          |
| 10e                    | Groupama-FDJ           | France                 | + 20 min 08 s          |

| Classement par équipes | Classement par équipes | Classement par équipes | Classement par équipes |
| Équipe                 | Équipe                 | Pays                   | Temps                  |
| ---------------------- | ---------------------- | ---------------------- | ---------------------- |
| 1re                    | Ineos Grenadiers       | Royaume-Uni            | 56 h 56 min 00 s       |
| 2e                     | Bahrain Victorious     | Bahreïn                | + 31 s                 |
| 3e                     | Trek-Segafredo         | États-Unis             | + 6 min 51 s           |
| 4e                     | Astana Qazaqstan Team  | Kazakhstan             | + 6 min 51 s           |
| 5e                     | Movistar Team          | Espagne                | + 7 min 02 s           |
| 6e                     | Euskaltel-Euskadi      | Espagne                | + 8 min 18 s           |
| 7e                     | Israel-Premier Tech    | Israël                 | + 10 min 09 s          |
| 8e                     | Gazprom-RusVelo        | Russie                 | + 14 min 41 s          |
| 9e                     | Bora-Hansgrohe         | Allemagne              | + 19 min 39 s          |
| 10e                    | Groupama-FDJ           | France                 | + 20 min 08 s          |

### Classement UCI
La course attribue des points au Classement mondial UCI 2022 selon le barème suivant.
| Position           | 1er | 2e  | 3e  | 4e  | 5e | 6e | 7e | 8e | 9e | 10e | 11e | 12e | 13e | 14e | 15e | 16e à 30e | 31e à 40e |
| Classement général | 200 | 150 | 125 | 100 | 85 | 70 | 60 | 50 | 40 | 35  | 30  | 25  | 20  | 15  | 10  | 5         | 3         |
| Par étape          | 20  | 10  | 5   |     |    |    |    |    |    |     |     |     |     |     |     |           |           |
| Leader, par étape  | 5   |     |     |     |    |    |    |    |    |     |     |     |     |     |     |           |           |

## Évolution des classements
| Étape              | Vainqueur          | Classement général | Classement de la montagne | Classement par points | Classement du meilleur jeune | Classement par équipes |
| ------------------ | ------------------ | ------------------ | ------------------------- | --------------------- | ---------------------------- | ---------------------- |
| 1                  | Remco Evenepoel    | Remco Evenepoel    | Ben King                  | Remco Evenepoel       | Remco Evenepoel              | Bahrain Victorious     |
| 2                  | Fabio Jakobsen     | Remco Evenepoel    | Ben King                  | Remco Evenepoel       | Remco Evenepoel              | Bahrain Victorious     |
| 3                  | Aleksandr Vlasov   | Aleksandr Vlasov   | Ben King                  | Aleksandr Vlasov      | Remco Evenepoel              | Ineos Grenadiers       |
| 4                  | Matteo Moschetti   | Aleksandr Vlasov   | Ben King                  | Aleksandr Vlasov      | Remco Evenepoel              | Ineos Grenadiers       |
| 5                  | Fabio Jakobsen     | Aleksandr Vlasov   | Ben King                  | Fabio Jakobsen        | Remco Evenepoel              | Ineos Grenadiers       |
| Classements finals | Classements finals | Aleksandr Vlasov   | Ben King                  | Fabio Jakobsen        | Remco Evenepoel              | Ineos Grenadiers       |

## Liste des participants
| Groupama-FDJ GFC | Groupama-FDJ GFC        | Groupama-FDJ GFC |
| ---------------- | ----------------------- | ---------------- |
| Num              | Coureur                 | Pos              |
| 1                | Olivier Le Gac (FRA)    | 42e              |
| 2                | Enzo Paleni (FRA)       | 105e             |
| 3                | Fabian Lienhard (SUI)   | 96e              |
| 4                | Anthony Roux (FRA)      | 55e              |
| 5                | Lars van den Berg (NED) | NP-5             |
| 6                | Attila Valter (HUN)     | 24e              |
| 7                | Bram Welten (NED)       | 107e             |

| Movistar Team MOV | Movistar Team MOV        | Movistar Team MOV |
| ----------------- | ------------------------ | ----------------- |
| Num               | Coureur                  | Pos               |
| 11                | Jorge Arcas (ESP)        | 66e               |
| 12                | Iñigo Elosegui (ESP)     | 90e               |
| 13                | Juri Hollmann (GER)      | NP-2              |
| 14                | Enric Mas (ESP)          | 4e                |
| 15                | Gregor Mühlberger (AUT)  | 41e               |
| 16                | Einer Rubio (COL)        | NP-2              |
| 17                | Alejandro Valverde (ESP) | 5e                |

| Quick-Step Alpha Vinyl QST | Quick-Step Alpha Vinyl QST | Quick-Step Alpha Vinyl QST |
| -------------------------- | -------------------------- | -------------------------- |
| Num                        | Coureur                    | Pos                        |
| 21                         | Mattia Cattaneo (ITA)      | 64e                        |
| 22                         | Josef Černý (CZE)          | 117e                       |
| 23                         | Remco Evenepoel (BEL)      | 2e                         |
| 24                         | Mikkel Honoré (DEN)        | NP-4                       |
| 25                         | Fabio Jakobsen (NED)       | 81e                        |
| 26                         | Yves Lampaert (BEL)        | 74e                        |
| 27                         | Michael Mørkøv (DEN)       | 85e                        |

| Ineos Grenadiers IGD | Ineos Grenadiers IGD       | Ineos Grenadiers IGD |
| -------------------- | -------------------------- | -------------------- |
| Num                  | Coureur                    | Pos                  |
| 31                   | Jonathan Castroviejo (ESP) | 56e                  |
| 32                   | Omar Fraile (ESP) (route)  | NP-5                 |
| 33                   | Tao Geoghegan Hart (GBR)   | 12e                  |
| 34                   | Carlos Rodríguez (ESP)     | 3e                   |
| 35                   | Pavel Sivakov (RUS)        | 9e                   |
| 36                   | Ben Swift (GBR) (route)    | 50e                  |
| 37                   | Elia Viviani (ITA)         | 92e                  |

| UAE Team Emirates UAD | UAE Team Emirates UAD  | UAE Team Emirates UAD |
| --------------------- | ---------------------- | --------------------- |
| Num                   | Coureur                | Pos                   |
| 42                    | Juan Ayuso (ESP)       | 19e                   |
| 43                    | Ryan Gibbons (RSA)     | NP-3                  |
| 44                    | Sebastián Molano (COL) | 89e                   |
| 45                    | Jan Polanc (SLO)       | 62e                   |
| 46                    | Marc Soler (ESP)       | 18e                   |
| 47                    | Matteo Trentin (ITA)   | 80e                   |

| Jumbo-Visma TJV | Jumbo-Visma TJV        | Jumbo-Visma TJV |
| --------------- | ---------------------- | --------------- |
| Num             | Coureur                | Pos             |
| 51              | Edoardo Affini (ITA)   | NP-4            |
| 52              | David Dekker (NED)     | NP-4            |
| 53              | Pascal Eenkhoorn (NED) | NP-4            |
| 54              | Jos van Emden (NED)    | NP-4            |
| 55              | Gijs Leemreize (NED)   | NP-4            |
| 56              | Sam Oomen (NED)        | NP-4            |
| 57              | Milan Vader (NED)      | NP-4            |

| Bahrain Victorious TBV | Bahrain Victorious TBV      | Bahrain Victorious TBV |
| ---------------------- | --------------------------- | ---------------------- |
| Num                    | Coureur                     | Pos                    |
| 61                     | Yukiya Arashiro (JPN)       | 58e                    |
| 62                     | Pello Bilbao (ESP)          | 13e                    |
| 63                     | Jan Tratnik (SLO)           | 20e                    |
| 64                     | Matej Mohorič (SLO) (route) | 11e                    |
| 65                     | Luis León Sánchez (ESP)     | 7e                     |
| 66                     | Dylan Teuns (BEL)           | 17e                    |
| 67                     | Stephen Williams (GBR)      | NP-2                   |

| Astana Qazaqstan Team AST | Astana Qazaqstan Team AST   | Astana Qazaqstan Team AST |
| ------------------------- | --------------------------- | ------------------------- |
| Num                       | Coureur                     | Pos                       |
| 71                        | Vincenzo Nibali (ITA)       | 16e                       |
| 72                        | David de la Cruz (ESP)      | 10e                       |
| 73                        | Manuele Boaro (ITA)         | 75e                       |
| 74                        | Fabio Felline (ITA)         | NP-1                      |
| 75                        | Antonio Nibali (ITA)        | NP-1                      |
| 76                        | Aleksandr Riabushenko (BLR) | 57e                       |
| 77                        | Andrey Zeits (KAZ)          | 37e                       |

| BikeExchange-Jayco BEX | BikeExchange-Jayco BEX        | BikeExchange-Jayco BEX |
| ---------------------- | ----------------------------- | ---------------------- |
| Num                    | Coureur                       | Pos                    |
| 81                     | Lucas Hamilton (AUS)          | NP-3                   |
| 82                     | Dion Smith (NZL)              | NP-3                   |
| 84                     | Damien Howson (AUS)           | NP-3                   |
| 85                     | Tsgabu Grmay (ETH)            | NP-3                   |
| 86                     | Christopher Juul Jensen (DEN) | NP-2                   |
| 87                     | Kaden Groves (AUS)            | NP-3                   |

| AG2R Citroën Team ACT | AG2R Citroën Team ACT        | AG2R Citroën Team ACT |
| --------------------- | ---------------------------- | --------------------- |
| Num                   | Coureur                      | Pos                   |
| 91                    | Felix Gall (AUT)             | NP-3                  |
| 92                    | Jaakko Hänninen (FIN)        | NP-3                  |
| 93                    | Nicolas Prodhomme (FRA)      | 84e                   |
| 94                    | Michael Schär (SUI)          | 31e                   |
| 95                    | Nans Peters (FRA)            | 51e                   |
| 96                    | Gijs Van Hoecke (BEL)        | AB-2                  |
| 97                    | Valentin Paret-Peintre (FRA) | 52e                   |

| Israel-Premier Tech IPT | Israel-Premier Tech IPT | Israel-Premier Tech IPT |
| ----------------------- | ----------------------- | ----------------------- |
| Num                     | Coureur                 | Pos                     |
| 101                     | Jenthe Biermans (BEL)   | 68e                     |
| 102                     | Matthias Brändle (AUT)  | 115e                    |
| 103                     | Jakob Fuglsang (DEN)    | 6e                      |
| 104                     | Ben Hermans (BEL)       | 53e                     |
| 105                     | Krists Neilands (LAT)   | 87e                     |
| 106                     | Giacomo Nizzolo (ITA)   | 32e                     |
| 107                     | James Piccoli (CAN)     | 135e                    |

| Bora-Hansgrohe BOH | Bora-Hansgrohe BOH     | Bora-Hansgrohe BOH |
| ------------------ | ---------------------- | ------------------ |
| Num                | Coureur                | Pos                |
| 111                | Patrick Gamper (AUT)   | 79e                |
| 112                | Wilco Kelderman (NED)  | NP-3               |
| 113                | Jonas Koch (GER)       | 72e                |
| 114                | Ide Schelling (NED)    | 70e                |
| 115                | Aleksandr Vlasov (RUS) | 1er                |
| 116                | Matthew Walls (GBR)    | AB-3               |
| 117                | Ben Zwiehoff (GER)     | 32e                |

| Trek-Segafredo TFS | Trek-Segafredo TFS      | Trek-Segafredo TFS |
| ------------------ | ----------------------- | ------------------ |
| Num                | Coureur                 | Pos                |
| 121                | Jacopo Mosca (ITA)      | 87e                |
| 122                | Marc Brustenga (ESP)    | 109e               |
| 123                | Giulio Ciccone (ITA)    | 8e                 |
| 124                | Asbjørn Hellemose (DEN) | 40e                |
| 125                | Markus Hoelgaard (NOR)  | 30e                |
| 126                | Matteo Moschetti (ITA)  | 115e               |
| 127                | Antwan Tolhoek (NED)    | 14e                |

| Intermarché-Wanty-Gobert Matériaux IWG | Intermarché-Wanty-Gobert Matériaux IWG | Intermarché-Wanty-Gobert Matériaux IWG |
| -------------------------------------- | -------------------------------------- | -------------------------------------- |
| Num                                    | Coureur                                | Pos                                    |
| 131                                    | Sven Erik Bystrøm (NOR)                | 39e                                    |
| 132                                    | Barnabás Peák (HUN)                    | 88e                                    |
| 133                                    | Alexander Kristoff (NOR)               | 82e                                    |
| 134                                    | Dimitri Claeys (BEL)                   | 99e                                    |
| 135                                    | Andrea Pasqualon (ITA)                 | 63e                                    |
| 136                                    | Adrien Petit (FRA)                     | 98e                                    |
| 137                                    | Loïc Vliegen (BEL)                     | 38e                                    |

| Team DSM DSM | Team DSM DSM                  | Team DSM DSM |
| ------------ | ----------------------------- | ------------ |
| Num          | Coureur                       | Pos          |
| 141          | Nikias Arndt (GER)            | NP-4         |
| 142          | Tobias Lund Andresen (DEN)    | NP-3         |
| 143          | Leon Heinschke (GER)          | NP-4         |
| 144          | Jonas Iversby Hvideberg (NOR) | NP-4         |
| 145          | Marius Mayrhofer (GER)        | NP-4         |
| 146          | Casper Pedersen (DEN)         | AB-3         |
| 147          | Florian Stork (GER)           | NP-4         |

| Caja Rural-Seguros RGA CJR | Caja Rural-Seguros RGA CJR | Caja Rural-Seguros RGA CJR |
| -------------------------- | -------------------------- | -------------------------- |
| Num                        | Coureur                    | Pos                        |
| 151                        | Mikel Nieve (ESP)          | AB-3                       |
| 152                        | Eduard Prades (ESP)        | 69e                        |
| 153                        | Julen Amézqueta (ESP)      | 78e                        |
| 154                        | Fernando Barceló (ESP)     | 33e                        |
| 155                        | David González López (ESP) | 77e                        |
| 156                        | Jonathan Lastra (ESP)      | 25e                        |
| 157                        | Sergio Román Martín (ESP)  | 71e                        |

| Burgos-BH BBH | Burgos-BH BBH         | Burgos-BH BBH |
| ------------- | --------------------- | ------------- |
| Num           | Coureur               | Pos           |
| 161           | Ángel Madrazo (ESP)   | 114e          |
| 162           | Manuel Peñalver (ESP) | 97e           |
| 163           | Óscar Pelegrí (ESP)   | 112e          |
| 164           | Óscar Cabedo (ESP)    | 53e           |
| 165           | Pelayo Sánchez (ESP)  | 29e           |
| 166           | Jesús Ezquerra (ESP)  | 73e           |
| 167           | Daniel Navarro (ESP)  | 36e           |

| Euskaltel-Euskadi EUS | Euskaltel-Euskadi EUS       | Euskaltel-Euskadi EUS |
| --------------------- | --------------------------- | --------------------- |
| Num                   | Coureur                     | Pos                   |
| 171                   | Xabier Mikel Azparren (ESP) | 111e                  |
| 172                   | Ibai Azurmendi (ESP)        | 27e                   |
| 173                   | Joan Bou (ESP)              | 54e                   |
| 174                   | Antonio Jesús Soto (ESP)    | 45e                   |
| 175                   | Txomin Juaristi (ESP)       | 101e                  |
| 176                   | Mikel Iturria (ESP)         | 22e                   |
| 177                   | Gotzon Martín (ESP)         | 35e                   |

| Equipo Kern Pharma EKP | Equipo Kern Pharma EKP | Equipo Kern Pharma EKP |
| ---------------------- | ---------------------- | ---------------------- |
| Num                    | Coureur                | Pos                    |
| 181                    | Urko Berrade (ESP)     | 47e                    |
| 182                    | José Félix Parra (ESP) | 28e                    |
| 183                    | Héctor Carretero (ESP) | AB-1                   |
| 184                    | Iván Moreno (ESP)      | 67e                    |
| 185                    | Jaime Castrillo (ESP)  | 110e                   |
| 186                    | Álex Jaime (ESP)       | 83e                    |
| 187                    | Iván Cobo (ESP)        | 86e                    |

| Human Powered Health HPM | Human Powered Health HPM    | Human Powered Health HPM |
| ------------------------ | --------------------------- | ------------------------ |
| Num                      | Coureur                     | Pos                      |
| 191                      | Kristian Aasvold (NOR)      | 46e                      |
| 192                      | Stephen Bassett (USA)       | 100e                     |
| 193                      | Pier-André Côté (CAN)       | 102e                     |
| 194                      | Chad Haga (USA)             | 68e                      |
| 195                      | Benjamin King (USA)         | 106e                     |
| 196                      | Joey Rosskopf (USA) (route) | AB-3                     |
| 197                      | Gavin Mannion (USA)         | AB-1                     |

| Gazprom-RusVelo GAZ | Gazprom-RusVelo GAZ     | Gazprom-RusVelo GAZ |
| ------------------- | ----------------------- | ------------------- |
| Num                 | Coureur                 | Pos                 |
| 201                 | Ilnur Zakarin (RUS)     | AB-3                |
| 202                 | Marco Canola (ITA)      | 95e                 |
| 203                 | José Manuel Díaz (ESP)  | 21e                 |
| 204                 | Giovanni Carboni (ITA)  | 26e                 |
| 205                 | Nicola Conci (ITA)      | 48e                 |
| 206                 | Andrea Piccolo (ITA)    | 94e                 |
| 207                 | Christian Scaroni (ITA) | 44e                 |

| Bingoal Pauwels Sauces WB BWB | Bingoal Pauwels Sauces WB BWB | Bingoal Pauwels Sauces WB BWB |
| ----------------------------- | ----------------------------- | ----------------------------- |
| Num                           | Coureur                       | Pos                           |
| 211                           | Timothy Dupont (BEL)          | 113e                          |
| 212                           | Stanisław Aniołkowski (POL)   | 104e                          |
| 213                           | Arjen Livyns (BEL)            | 76e                           |
| 214                           | Kenny Molly (BEL)             | 60e                           |
| 215                           | Mathijs Paasschens (NED)      | 49e                           |
| 216                           | Dimitri Peyskens (BEL)        | 103e                          |
| 217                           | Laurenz Rex (BEL)             | 65e                           |

| B&B Hotels-KTM BBK | B&B Hotels-KTM BBK     | B&B Hotels-KTM BBK |
| ------------------ | ---------------------- | ------------------ |
| Num                | Coureur                | Pos                |
| 221                | Alan Boileau (FRA)     | AB-2               |
| 222                | Maxime Chevalier (FRA) | 23e                |
| 223                | Pierre Rolland (FRA)   | 61e                |
| 224                | Adrien Lagrée (FRA)    | 108e               |
| 225                | Axel Laurance (FRA)    | 34e                |
| 226                | Luca Mozzato (ITA)     | 91e                |
| 227                | Jordi Warlop (BEL)     | NP-5               |

| Groupama-FDJ GFC | Groupama-FDJ GFC        | Groupama-FDJ GFC |
| ---------------- | ----------------------- | ---------------- |
| Num              | Coureur                 | Pos              |
| 1                | Olivier Le Gac (FRA)    | 42e              |
| 2                | Enzo Paleni (FRA)       | 105e             |
| 3                | Fabian Lienhard (SUI)   | 96e              |
| 4                | Anthony Roux (FRA)      | 55e              |
| 5                | Lars van den Berg (NED) | NP-5             |
| 6                | Attila Valter (HUN)     | 24e              |
| 7                | Bram Welten (NED)       | 107e             |

| Movistar Team MOV | Movistar Team MOV        | Movistar Team MOV |
| ----------------- | ------------------------ | ----------------- |
| Num               | Coureur                  | Pos               |
| 11                | Jorge Arcas (ESP)        | 66e               |
| 12                | Iñigo Elosegui (ESP)     | 90e               |
| 13                | Juri Hollmann (GER)      | NP-2              |
| 14                | Enric Mas (ESP)          | 4e                |
| 15                | Gregor Mühlberger (AUT)  | 41e               |
| 16                | Einer Rubio (COL)        | NP-2              |
| 17                | Alejandro Valverde (ESP) | 5e                |

| Quick-Step Alpha Vinyl QST | Quick-Step Alpha Vinyl QST | Quick-Step Alpha Vinyl QST |
| -------------------------- | -------------------------- | -------------------------- |
| Num                        | Coureur                    | Pos                        |
| 21                         | Mattia Cattaneo (ITA)      | 64e                        |
| 22                         | Josef Černý (CZE)          | 117e                       |
| 23                         | Remco Evenepoel (BEL)      | 2e                         |
| 24                         | Mikkel Honoré (DEN)        | NP-4                       |
| 25                         | Fabio Jakobsen (NED)       | 81e                        |
| 26                         | Yves Lampaert (BEL)        | 74e                        |
| 27                         | Michael Mørkøv (DEN)       | 85e                        |

| Ineos Grenadiers IGD | Ineos Grenadiers IGD       | Ineos Grenadiers IGD |
| -------------------- | -------------------------- | -------------------- |
| Num                  | Coureur                    | Pos                  |
| 31                   | Jonathan Castroviejo (ESP) | 56e                  |
| 32                   | Omar Fraile (ESP) (route)  | NP-5                 |
| 33                   | Tao Geoghegan Hart (GBR)   | 12e                  |
| 34                   | Carlos Rodríguez (ESP)     | 3e                   |
| 35                   | Pavel Sivakov (RUS)        | 9e                   |
| 36                   | Ben Swift (GBR) (route)    | 50e                  |
| 37                   | Elia Viviani (ITA)         | 92e                  |

| UAE Team Emirates UAD | UAE Team Emirates UAD  | UAE Team Emirates UAD |
| --------------------- | ---------------------- | --------------------- |
| Num                   | Coureur                | Pos                   |
| 42                    | Juan Ayuso (ESP)       | 19e                   |
| 43                    | Ryan Gibbons (RSA)     | NP-3                  |
| 44                    | Sebastián Molano (COL) | 89e                   |
| 45                    | Jan Polanc (SLO)       | 62e                   |
| 46                    | Marc Soler (ESP)       | 18e                   |
| 47                    | Matteo Trentin (ITA)   | 80e                   |

| Jumbo-Visma TJV | Jumbo-Visma TJV        | Jumbo-Visma TJV |
| --------------- | ---------------------- | --------------- |
| Num             | Coureur                | Pos             |
| 51              | Edoardo Affini (ITA)   | NP-4            |
| 52              | David Dekker (NED)     | NP-4            |
| 53              | Pascal Eenkhoorn (NED) | NP-4            |
| 54              | Jos van Emden (NED)    | NP-4            |
| 55              | Gijs Leemreize (NED)   | NP-4            |
| 56              | Sam Oomen (NED)        | NP-4            |
| 57              | Milan Vader (NED)      | NP-4            |

| Bahrain Victorious TBV | Bahrain Victorious TBV      | Bahrain Victorious TBV |
| ---------------------- | --------------------------- | ---------------------- |
| Num                    | Coureur                     | Pos                    |
| 61                     | Yukiya Arashiro (JPN)       | 58e                    |
| 62                     | Pello Bilbao (ESP)          | 13e                    |
| 63                     | Jan Tratnik (SLO)           | 20e                    |
| 64                     | Matej Mohorič (SLO) (route) | 11e                    |
| 65                     | Luis León Sánchez (ESP)     | 7e                     |
| 66                     | Dylan Teuns (BEL)           | 17e                    |
| 67                     | Stephen Williams (GBR)      | NP-2                   |

| Astana Qazaqstan Team AST | Astana Qazaqstan Team AST   | Astana Qazaqstan Team AST |
| ------------------------- | --------------------------- | ------------------------- |
| Num                       | Coureur                     | Pos                       |
| 71                        | Vincenzo Nibali (ITA)       | 16e                       |
| 72                        | David de la Cruz (ESP)      | 10e                       |
| 73                        | Manuele Boaro (ITA)         | 75e                       |
| 74                        | Fabio Felline (ITA)         | NP-1                      |
| 75                        | Antonio Nibali (ITA)        | NP-1                      |
| 76                        | Aleksandr Riabushenko (BLR) | 57e                       |
| 77                        | Andrey Zeits (KAZ)          | 37e                       |

| BikeExchange-Jayco BEX | BikeExchange-Jayco BEX        | BikeExchange-Jayco BEX |
| ---------------------- | ----------------------------- | ---------------------- |
| Num                    | Coureur                       | Pos                    |
| 81                     | Lucas Hamilton (AUS)          | NP-3                   |
| 82                     | Dion Smith (NZL)              | NP-3                   |
| 84                     | Damien Howson (AUS)           | NP-3                   |
| 85                     | Tsgabu Grmay (ETH)            | NP-3                   |
| 86                     | Christopher Juul Jensen (DEN) | NP-2                   |
| 87                     | Kaden Groves (AUS)            | NP-3                   |

| AG2R Citroën Team ACT | AG2R Citroën Team ACT        | AG2R Citroën Team ACT |
| --------------------- | ---------------------------- | --------------------- |
| Num                   | Coureur                      | Pos                   |
| 91                    | Felix Gall (AUT)             | NP-3                  |
| 92                    | Jaakko Hänninen (FIN)        | NP-3                  |
| 93                    | Nicolas Prodhomme (FRA)      | 84e                   |
| 94                    | Michael Schär (SUI)          | 31e                   |
| 95                    | Nans Peters (FRA)            | 51e                   |
| 96                    | Gijs Van Hoecke (BEL)        | AB-2                  |
| 97                    | Valentin Paret-Peintre (FRA) | 52e                   |

| Israel-Premier Tech IPT | Israel-Premier Tech IPT | Israel-Premier Tech IPT |
| ----------------------- | ----------------------- | ----------------------- |
| Num                     | Coureur                 | Pos                     |
| 101                     | Jenthe Biermans (BEL)   | 68e                     |
| 102                     | Matthias Brändle (AUT)  | 115e                    |
| 103                     | Jakob Fuglsang (DEN)    | 6e                      |
| 104                     | Ben Hermans (BEL)       | 53e                     |
| 105                     | Krists Neilands (LAT)   | 87e                     |
| 106                     | Giacomo Nizzolo (ITA)   | 32e                     |
| 107                     | James Piccoli (CAN)     | 135e                    |

| Bora-Hansgrohe BOH | Bora-Hansgrohe BOH     | Bora-Hansgrohe BOH |
| ------------------ | ---------------------- | ------------------ |
| Num                | Coureur                | Pos                |
| 111                | Patrick Gamper (AUT)   | 79e                |
| 112                | Wilco Kelderman (NED)  | NP-3               |
| 113                | Jonas Koch (GER)       | 72e                |
| 114                | Ide Schelling (NED)    | 70e                |
| 115                | Aleksandr Vlasov (RUS) | 1er                |
| 116                | Matthew Walls (GBR)    | AB-3               |
| 117                | Ben Zwiehoff (GER)     | 32e                |

| Trek-Segafredo TFS | Trek-Segafredo TFS      | Trek-Segafredo TFS |
| ------------------ | ----------------------- | ------------------ |
| Num                | Coureur                 | Pos                |
| 121                | Jacopo Mosca (ITA)      | 87e                |
| 122                | Marc Brustenga (ESP)    | 109e               |
| 123                | Giulio Ciccone (ITA)    | 8e                 |
| 124                | Asbjørn Hellemose (DEN) | 40e                |
| 125                | Markus Hoelgaard (NOR)  | 30e                |
| 126                | Matteo Moschetti (ITA)  | 115e               |
| 127                | Antwan Tolhoek (NED)    | 14e                |

| Intermarché-Wanty-Gobert Matériaux IWG | Intermarché-Wanty-Gobert Matériaux IWG | Intermarché-Wanty-Gobert Matériaux IWG |
| -------------------------------------- | -------------------------------------- | -------------------------------------- |
| Num                                    | Coureur                                | Pos                                    |
| 131                                    | Sven Erik Bystrøm (NOR)                | 39e                                    |
| 132                                    | Barnabás Peák (HUN)                    | 88e                                    |
| 133                                    | Alexander Kristoff (NOR)               | 82e                                    |
| 134                                    | Dimitri Claeys (BEL)                   | 99e                                    |
| 135                                    | Andrea Pasqualon (ITA)                 | 63e                                    |
| 136                                    | Adrien Petit (FRA)                     | 98e                                    |
| 137                                    | Loïc Vliegen (BEL)                     | 38e                                    |

| Team DSM DSM | Team DSM DSM                  | Team DSM DSM |
| ------------ | ----------------------------- | ------------ |
| Num          | Coureur                       | Pos          |
| 141          | Nikias Arndt (GER)            | NP-4         |
| 142          | Tobias Lund Andresen (DEN)    | NP-3         |
| 143          | Leon Heinschke (GER)          | NP-4         |
| 144          | Jonas Iversby Hvideberg (NOR) | NP-4         |
| 145          | Marius Mayrhofer (GER)        | NP-4         |
| 146          | Casper Pedersen (DEN)         | AB-3         |
| 147          | Florian Stork (GER)           | NP-4         |

| Caja Rural-Seguros RGA CJR | Caja Rural-Seguros RGA CJR | Caja Rural-Seguros RGA CJR |
| -------------------------- | -------------------------- | -------------------------- |
| Num                        | Coureur                    | Pos                        |
| 151                        | Mikel Nieve (ESP)          | AB-3                       |
| 152                        | Eduard Prades (ESP)        | 69e                        |
| 153                        | Julen Amézqueta (ESP)      | 78e                        |
| 154                        | Fernando Barceló (ESP)     | 33e                        |
| 155                        | David González López (ESP) | 77e                        |
| 156                        | Jonathan Lastra (ESP)      | 25e                        |
| 157                        | Sergio Román Martín (ESP)  | 71e                        |

| Burgos-BH BBH | Burgos-BH BBH         | Burgos-BH BBH |
| ------------- | --------------------- | ------------- |
| Num           | Coureur               | Pos           |
| 161           | Ángel Madrazo (ESP)   | 114e          |
| 162           | Manuel Peñalver (ESP) | 97e           |
| 163           | Óscar Pelegrí (ESP)   | 112e          |
| 164           | Óscar Cabedo (ESP)    | 53e           |
| 165           | Pelayo Sánchez (ESP)  | 29e           |
| 166           | Jesús Ezquerra (ESP)  | 73e           |
| 167           | Daniel Navarro (ESP)  | 36e           |

| Euskaltel-Euskadi EUS | Euskaltel-Euskadi EUS       | Euskaltel-Euskadi EUS |
| --------------------- | --------------------------- | --------------------- |
| Num                   | Coureur                     | Pos                   |
| 171                   | Xabier Mikel Azparren (ESP) | 111e                  |
| 172                   | Ibai Azurmendi (ESP)        | 27e                   |
| 173                   | Joan Bou (ESP)              | 54e                   |
| 174                   | Antonio Jesús Soto (ESP)    | 45e                   |
| 175                   | Txomin Juaristi (ESP)       | 101e                  |
| 176                   | Mikel Iturria (ESP)         | 22e                   |
| 177                   | Gotzon Martín (ESP)         | 35e                   |

| Equipo Kern Pharma EKP | Equipo Kern Pharma EKP | Equipo Kern Pharma EKP |
| ---------------------- | ---------------------- | ---------------------- |
| Num                    | Coureur                | Pos                    |
| 181                    | Urko Berrade (ESP)     | 47e                    |
| 182                    | José Félix Parra (ESP) | 28e                    |
| 183                    | Héctor Carretero (ESP) | AB-1                   |
| 184                    | Iván Moreno (ESP)      | 67e                    |
| 185                    | Jaime Castrillo (ESP)  | 110e                   |
| 186                    | Álex Jaime (ESP)       | 83e                    |
| 187                    | Iván Cobo (ESP)        | 86e                    |

| Human Powered Health HPM | Human Powered Health HPM    | Human Powered Health HPM |
| ------------------------ | --------------------------- | ------------------------ |
| Num                      | Coureur                     | Pos                      |
| 191                      | Kristian Aasvold (NOR)      | 46e                      |
| 192                      | Stephen Bassett (USA)       | 100e                     |
| 193                      | Pier-André Côté (CAN)       | 102e                     |
| 194                      | Chad Haga (USA)             | 68e                      |
| 195                      | Benjamin King (USA)         | 106e                     |
| 196                      | Joey Rosskopf (USA) (route) | AB-3                     |
| 197                      | Gavin Mannion (USA)         | AB-1                     |

| Gazprom-RusVelo GAZ | Gazprom-RusVelo GAZ     | Gazprom-RusVelo GAZ |
| ------------------- | ----------------------- | ------------------- |
| Num                 | Coureur                 | Pos                 |
| 201                 | Ilnur Zakarin (RUS)     | AB-3                |
| 202                 | Marco Canola (ITA)      | 95e                 |
| 203                 | José Manuel Díaz (ESP)  | 21e                 |
| 204                 | Giovanni Carboni (ITA)  | 26e                 |
| 205                 | Nicola Conci (ITA)      | 48e                 |
| 206                 | Andrea Piccolo (ITA)    | 94e                 |
| 207                 | Christian Scaroni (ITA) | 44e                 |

| Bingoal Pauwels Sauces WB BWB | Bingoal Pauwels Sauces WB BWB | Bingoal Pauwels Sauces WB BWB |
| ----------------------------- | ----------------------------- | ----------------------------- |
| Num                           | Coureur                       | Pos                           |
| 211                           | Timothy Dupont (BEL)          | 113e                          |
| 212                           | Stanisław Aniołkowski (POL)   | 104e                          |
| 213                           | Arjen Livyns (BEL)            | 76e                           |
| 214                           | Kenny Molly (BEL)             | 60e                           |
| 215                           | Mathijs Paasschens (NED)      | 49e                           |
| 216                           | Dimitri Peyskens (BEL)        | 103e                          |
| 217                           | Laurenz Rex (BEL)             | 65e                           |

| B&B Hotels-KTM BBK | B&B Hotels-KTM BBK     | B&B Hotels-KTM BBK |
| ------------------ | ---------------------- | ------------------ |
| Num                | Coureur                | Pos                |
| 221                | Alan Boileau (FRA)     | AB-2               |
| 222                | Maxime Chevalier (FRA) | 23e                |
| 223                | Pierre Rolland (FRA)   | 61e                |
| 224                | Adrien Lagrée (FRA)    | 108e               |
| 225                | Axel Laurance (FRA)    | 34e                |
| 226                | Luca Mozzato (ITA)     | 91e                |
| 227                | Jordi Warlop (BEL)     | NP-5               |